# Chasseurs de vieux
Chasseurs de vieux (Cacciatori di vecchi) est une nouvelle fantastique de Dino Buzzati, incluse dans son recueil Le K publié pour la première fois en Italie en 1966 et ensuite traduit en différentes langues. Le narrateur est extradiégétique et adopte un point de vue interne.

## Résumé
À une époque cruelle, les personnes ayant dépassé 40 ans sont chassées par les générations plus jeunes, plus encore lorsqu'ils sont en compagnie d'une jeune femme. Ainsi, Roberto Saggini est poursuivi à la tombée de la nuit par une bande de jeunes miliciens à laquelle appartient son fils, et à la tête de laquelle sévit le redoutable Sergio Régora reconnaissable par le R sur son tee-shirt.
La nuit durant, Roberto cherche en vain à fuir ses poursuivants, tantôt en ville, tantôt en pleine nature, sans que jamais sa supplique aux spectateurs indifférents ne se concrétise. Aussi préférera-t-il, plutôt que de se faire lyncher par ses assaillants, se jeter dans le vide depuis un bastion rappelant étrangement celui du Désert des Tartares.
À l'issue du récit, le registre bascule dans le fantastique, lorsqu'après cette nuit tumultueuse, Sergio constate qu'à son tour, il est atteint des symptômes de la vieillesse qu'il méprisait tant jusqu'alors. Et c'est à peine s'il a le temps de prendre la fuite, car de nouveaux assaillants tout aussi jeunes qu'il l'était lui-même au début du récit, le prennent en chasse.

## Autour de la nouvelle
La chanson de Georges Brassens Le Boulevard du temps qui passe, écrite en 1976, reprend une thématique quasiment identique, y compris dans la narration.